# Andrée de Saint-Julien
Andrée de Saint-Julien née le 1er août 1903 à Paray-le-Monial (Saône-et-Loire) et morte le 13 novembre 1995 à Chamalières (Puy-de-Dôme) est une ancienne présidente de l'Action catholique des milieux indépendants également vice-présidente de la Fédération sportive et culturelle de France.

## Biographie
Née à Paray-le-Monial en 1903 d'un père médecin et d'une mère infirmière, Andrée de Saint-Julien y demeure jusqu'à la déclaration de la Grande Guerre. Elle est alors envoyée en pension chez son oncle à Lyon où elle fait ses études chez les sœurs du Sacré-Cœur jusqu'en 1920. Elle rejoint alors Vichy et s'y marie avec un cadre de l'industrie électrique. Elle est à Cognac, mère de trois enfants, lorsqu'éclate la seconde guerre pendant laquelle son mari est fait prisonnier. Elle s'engage alors dans la Croix-Rouge où elle participe à la logistique en pilotant des poids lourds. Après la libération de son mari en 1943, le couple s'installe à Alençon où nait un quatrième enfant, Bertrand. Quelques semaines plus tard, M. de Saint-Julien est tué pendant les bombardements d'avril 1944 et Andrée de Saint-Julien s'établit alors à Clermont-Ferrand où elle élève seule ses quatre enfants.

## L'action catholique indépendante
Andrée de Saint-Julien rencontre Marie-Louise Monnet en 1938 et participe trois ans plus tard à la création de l'Action catholique des milieux indépendants (ACI). Successivement membre du comité national puis secrétaire générale,, elle en assure la coprésidence pendant les travaux du concile Vatican II. Elle ne renonce à ce poste qu'en 1971 pour se consacrer pleinement à la FSCF dans un moment de mutation rendu délicat pour les patronages par la mise en œuvre du concile. Elle reprend du service 20 ans plus tard lorsque l'ACI engage une nouvelle réflexion sur l'évolution de la société. Celle-ci aboutit en 1993 à la publication après approbation du conseil national de Repères pour un appel.

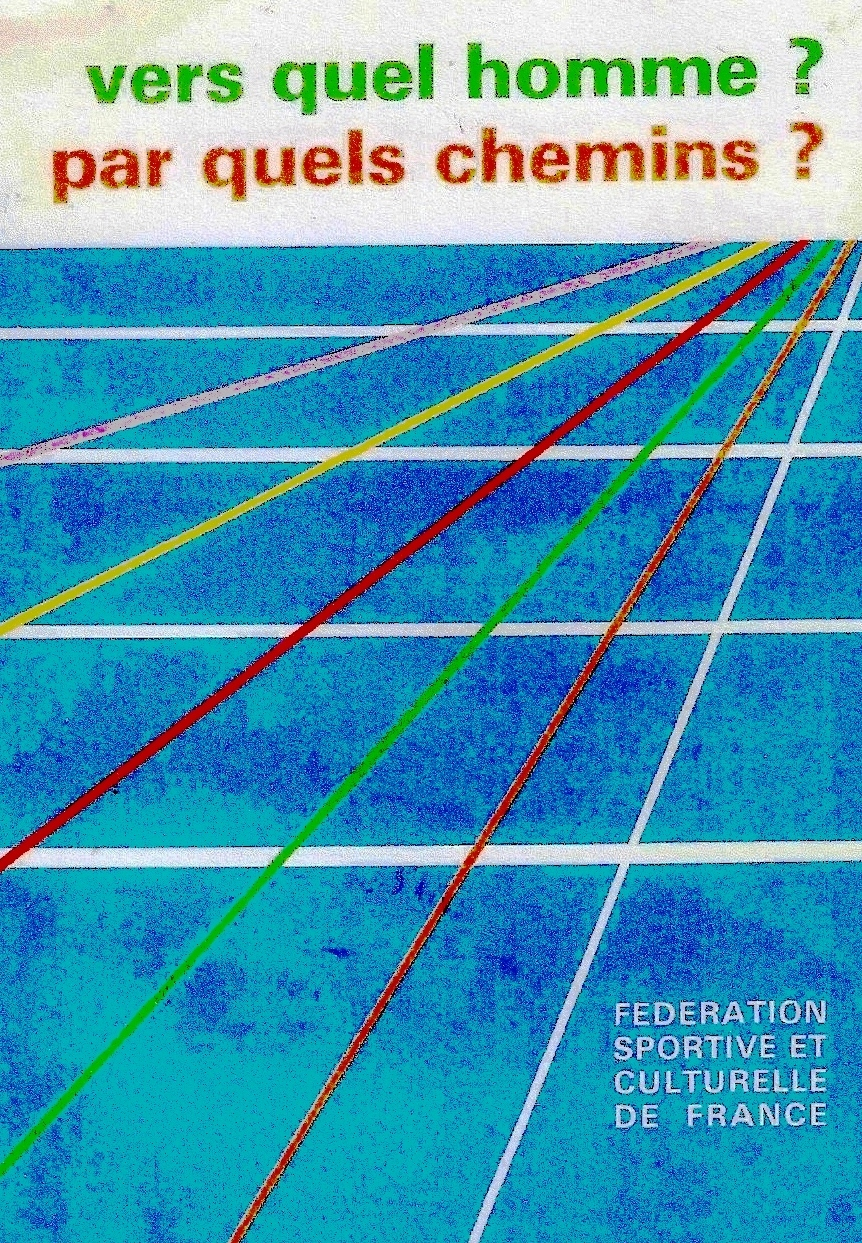
Couverture de Vers quel homme ? par quels chemins ?

## La Fédération sportive et culturelle de France
C'est à travers la pratique du tennis qu'Andrée de Saint-Julien adhère au Rayon sportif féminin (RSF) avant la seconde guerre mondiale. Cofondatrice du patronage féminin des Fleurs de France de Vichy en 1940 elle est membre de l'union départementale du Puy-de-Dôme de 1942 à 1957. Élue au comité directeur de la Fédération sportive de France (FSF) en 1961, elle accède immédiatement à la vice-présidence qu'elle occupe jusqu'en 1975 au sein de la nouvelle Fédération sportive et culturelle de France (FSCF). Après cette date elle poursuit ses engagements en prenant une large part à l'élaboration du document d'orientation paru en 1985 vers quel homme ? par quels chemins ?.
L'influence d'Andrée de Saint-Julien sur les orientations du sport féminin à la FSCF est déterminante. Ancienne du RSF, elle a toujours soutenu la commission de gymnastique féminine et sa présidente Jeanne Mamie, particulièrement pour la promotion de la danse puis de la gymnastique rythmique, assurant ensuite l'autonomie de ces nouvelles disciplines dès que leur développement s'avère suffisant. C'est aussi sur son insistance que les propositions de la commission de musique pour développer des troupes de majorettes ont été prises en compte à la seule condition qu'elle se charge elle-même du dossier. Elle sait alors s'entourer des meilleures compétences et s'investit elle-même dans le jugement des épreuves. Cette discipline, devenue twirling, est depuis la troisième activité de la FSCF.

## La Fédération internationale catholique d'éducation physique et sportive
En plus de ses engagements nationaux, Andrée de Saint-Julien est vice-présidente de la Fédération internationale catholique d'éducation physique et sportive (FICEP). Lors de l'assemblée générale de Strasbourg en 1978, elle souhaite se retirer du bureau. « Sa noblesse d'âme, son pouvoir de communication et sa riche expérience » sont unanimement reconnus par l'ensemble des représentants de tous les pays participants qui la nomment membre d'honneur à vie de la FICEP. 

## Distinctions
- Officière de l'ordre national du Mérite
- Médaille de la jeunesse, des sports et de l'engagement associatif, or

Andrée de Saint-Julien est nommée chevalier  de l'ordre du Mérite en 1972 puis promue en 1980 à la dignité d'officier dont la médaille lui est remise le 22 novembre 1980 par M. Rémy Montagne, secrétaire d'État à l'action sociale.
Elle est aussi titulaire de la médaille d'or de la jeunesse et des sports.

## Reconnaissance
Dans le cadre de son congrès annuel, la FSCF lui consacre le 22 novembre 1980, au gymnase Huyghens à Paris, une soirée d'amitié et de convivialité à laquelle participent 2 350 personnes. Plusieurs démonstrations de gymnastique, de majorettes et de danse y évoquent successivement les différentes étapes de la vie d'Andrée de Saint-Julien.